# Myszarka kaukaska
Myszarka kaukaska (Apodemus hyrcanicus) – gatunek gryzonia z rodziny myszowatych (Muridae), występujący w wąskim pasie od Kaukazu Południowego po Azję Środkową.

## Systematyka
Myszarka kaukaska została opisana naukowo w 1992 roku przez N.N. Woroncowa, G.G. Bojeskorowa i S.W. Mieżżerina.

## Nazewnictwo
Nazwa rodzajowa pochodzi od greckiego słowa άπόδημος apodemos – „poza domem, za progiem”. Polski epitet gatunkowy odnosi się do siedliska typowego, natomiast łaciński odnosi się do starożytnej krainy Hyrkanii, na której terytorium żyje ten gryzoń.

## Biologia
Siedliskiem typowym jest Rejon Astara w południowo-wschodnim Azerbejdżanie, ale jej zasięg występowania obejmuje w większym stopniu Iran; jest tam jedynym przedstawicielem swojego rodzaju. Myszarka kaukaska występuje pomiędzy południowym wybrzeżem Morza Kaspijskiego a górami Elburs w Azerbejdżanie i Iranie, a prawdopodobnie także w południowo-zachodnim Turkmenistanie. Żyje na Nizinie Południowokaspijskiej i na stokach gór do wysokości 2000 m n.p.m., zamieszkuje lasy liściaste

## Populacja
Myszarka kaukaska występuje na dosyć dużym obszarze i w sprzyjającym środowisku jest liczna, ale wskutek wylesiania jej środowisko życia się kurczy – w ciągu ostatnich 30 lat zniknęła około połowa lasów w tamtym regionie. Ocenia się, że w ciągu ostatnich 10 lat jej populacja zmniejszyła się o 20%. Jest uznawana za gatunek bliski zagrożenia.